# Brigittenkloster Elbing
Das Kloster der heiligen Brigitta war eine Niederlassung des Ordens der Brigitten in Elbing, heute Elbląg, in Preußen von 1458 bis um 1519.

## Lage
Das Kloster befand sich in der Nähe des ehemaligen Schlosses des Deutschen Ordens außerhalb der mittelalterlichen Stadt. Heute befindet sich auf den Grundmauern des Klostergebäudes das Archäologische Museum.

## Geschichte
Um 1456/57 beschlossen die Vertreter des Preußischen Bundes bei einer Versammlung (Tagfahrt) in Elbing, dort ein Kloster zu Ehren der heiligen Birgitta von Schweden zu gründen, damit diese ihnen helfe, den furchtbaren Krieg mit dem Deutschen Orden zu beenden.
Am 14. Mai 1458 erteilte Papst Calixt III. die Genehmigung; am 14. September überwies König Kasimir von Polen den Platz der Vorburg (in loco suburbio) des ehemaligen Ordensschlosses des Deutschen Ordens (das kurze Zeit zuvor zerstört worden war). Es waren 60 Nonnen und 25 Mönche geplant; wie viele tatsächlich kamen, ist nicht überliefert. Es gab umfangreiche Schenkungen an Grundbesitz und Rechten durch den polnischen König, den Rat der Stadt und Bürger. Nach dem Frieden von 1466 gingen einige Dörfer verloren, es gab aber weitere Schenkungen.
In den nächsten Jahrzehnten nahm die Zahl der Klosterinsassen ab, 1492/96 lebten noch mindestens vier Nonnen dort. Danach stand das Kloster einige Jahre leer, die Güter und Einnahmen wurden durch den Rat der Stadt verwaltet. 1512 kamen nach Mahnungen des ermländischen Domkapitels an die Stadt einige Nonnen und Mönche aus den beiden Brigittenklöstern in Danzig. Sie kehrten aber um 1519 wieder dorthin zurück.

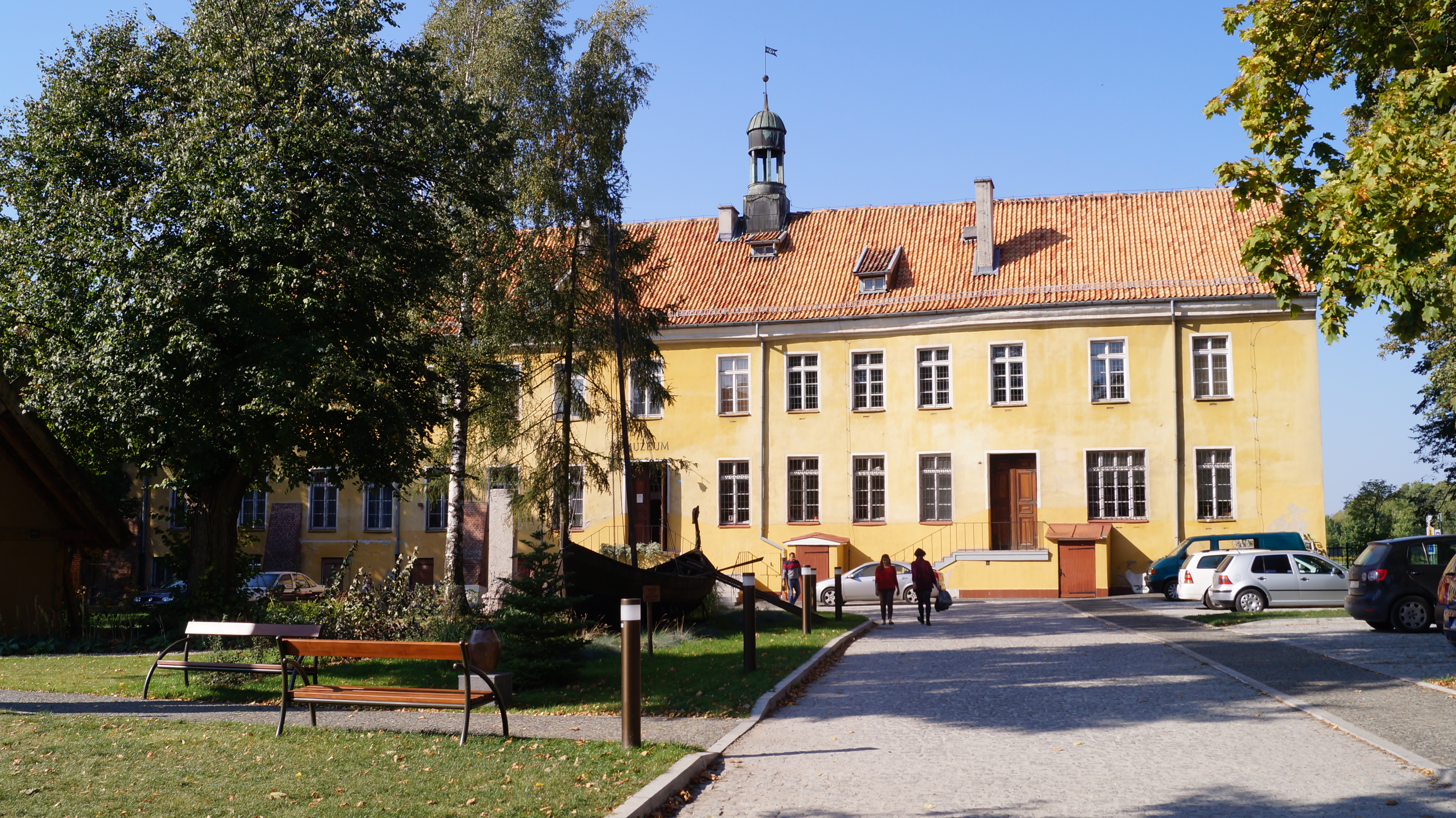
Ehemaliges Gymnasium, heute Archäologisches Museum

1535 gründete der Rat der Stadt Elbing in dem Klostergebäude das Athenaeum Elbingense, das erste humanistische Gymnasium im Königreich Polen. 1599 wurde das Gebäude im Renaissancestil umgebaut. 1808/09 erfolgten weitere Umbauten. Seit 1973 gehört das Gebäude dem Stadtmuseum, heute (2019) befindet sich dort das Archäologische Museum.